# الاتحاد الدولي للسامبو
الاتحاد الدولي لسامبو (بالإنجليزية: Fédération Internationale de Sambo)‏ هي الهيئة الحاكمة العالمية لرياضة السامبو.